# ВЛ61
ВЛ61 (до января 1963 года — Н-О — Новочеркасский однофазный) — советский грузовой магистральный шестиосный электровоз переменного тока напряжения 20 кВ и позднее 25 кВ. В СССР является первым серийным и вторым вообще (после ОР22) электровозом переменного тока. В дальнейшем электровозы были модернизированы в двухсистемные с возможностью питания постоянным током напряжения 3 кВ, после чего получили обозначение ВЛ61д.
Всего было выпущено двенадцать электровозов серии. Первоначально они работали на Московско-Курско-Донбасской железной дороге на участке Ожерелье — Павелец, а после модернизации в двухсистемные — на Северо-Кавказской железной дороге на участке Минеральные Воды — Кисловодск. К началу 1980-х годов все электровозы были списаны, и к настоящему времени в качестве музейных сохранились только два локомотива серии — на станции Рязань I и в музее Северо-Кавказской железной дороги в Ростове-на-Дону.

## История создания и модернизаций

### Предпосылки к созданию и проектирование
В начале 1950-х годов Министерство путей сообщения СССР вернулось к идее внедрения на железных дорогах СССР электрификации на переменном токе высокого напряжения промышленной частоты (20 кВ, 50 Гц) вместо постоянного тока напряжения 1,5 и 3 кВ. Внедрение переменного тока высокого напряжения позволяло снизить силу тока в контактной сети, что позволяло повысить мощность электровозов не опасаясь перегрева и снизить энергопотери в контактном проводе, а также сэкономить на материале контактных проводов. Кроме того, использование на электровозе переменного тока позволяло регулировать напряжение и силу тяги тяговых двигателях за счёт переключения обмоток трансформатора, что позволяло отказаться от использования включённых последовательно с тяговыми двигателями реостатов, сжигающих часть энергии впустую. Недостатком такой системы электрификации была необходимость размещения на подвижном составе достаточно мощных и при этом компактных электрических преобразователей (трансформаторов, выпрямителей и сглаживающих реакторов) и обеспечить их приемлемое охлаждение в замкнутом пространстве локомотива.
Ранее в 1938 году был построен опытный электровоз переменного тока напряжения 20 кВ ОР22 с двенадцатианодными ртутными выпрямителями (экситронами), который испытывался на Щербинском железнодорожном кольце ВНИИЖТа, имеющем возможность подачи как постоянного тока напряжения 3 кВ, так и переменного тока высокого напряжения 20 кВ. Из-за начавшейся в 1941 году войны работы по исследованию и усовершенствованию электровоза были прекращены, а сам он был разобран на запчасти к электровозам постоянного тока. По ряду технических причин электровоз оказался малопригодным к эксплуатации, однако его испытания подтвердили перспективность создания подобных локомотивов.
Однако к 1950-м годам появление гораздо более компактных по сравнению с экситронами одноанодных электровакуумных выпрямителей с водяным охлаждением — игнитронов, позволило существенно продвинуться в проблеме размещения и охлаждения оборудования преобразования переменного тока на электровозе. В связи с этим было решено вернуться к созданию новых электровозов переменного тока, а для их обкатки в условиях реальной эксплуатации электрифицировать переменным током первый опытный  в СССР магистральный участок — Ожерелье — Павелец Московско-Курско-Донбасской железной дороги. На этом участке планировалось опробовать новую систему электрификации и в случае успешных результатов перейти на неё при электрификации новых линий.
Для линий переменного тока Новочеркасский электровозостроительный завод в период 1952—1954 годов спроектировал шестиосный грузовой электровоз. Разработкой проекта электровоза руководили инженеры Б.В. Суслов (главный конструктор завода), Б.Н. Тихменев, В.А.
Стекольщиков, Б.А. Тушканов. С целью ускорения проектирования и выпуска электровоза использовались тележки, тяговые электродвигатели и некоторое другое оборудование шестиосных электровозов ВЛ22м, в то время как кузов для увеличения машинного отделения был спроектирован без традиционных наружных переходных площадок и в значительной степени унифицирован с кузовом параллельно создаваемых двухсекционных восьмиосных электровозов постоянного тока ВЛ8 и односекционных шестиосных ВЛ23.

### Производство и переименование
С 1954 года началось опытно-серийное производство новых локомотивов, получивших название серии Н-О, что означало Новочеркасский Однофазный. Первоначально все электровозы были рассчитаны на номинальное напряжение в 20 кВ, а в 1959 году они были модернизированы для работы при напряжении 25 кВ, которое было признано наиболее оптимальным для электровозов переменного тока и на которое была переведена линия Ожерелье — Павелец. Всего было построено 12 электровозов: в 1954 году — 2 (001, 002), в 1955 году — 2 (003, 004), в 1956 году — 3 (005—007), в 1957 году — 5 (008—012).
Все электровозы до января 1963 года носили название серии Н-О, но позже в связи с сокрытием советскими властями событий 1962 года в Новочеркасске, повлёкшим намеренное снижение упоминания названия города и Новочеркасского завода, были по аналогии с другими советскими грузовыми электровозами переименованы в ВЛ61, что означало Владимир Ленин, 6-осный, тип 1, поскольку обозначение Н6О (Н шесть О), которое позднее стало читаться как Н60 и ВЛ60 (шестьдесят), было занято к тому времени другой моделью электровозов.

### Модернизация в двухсистемные электровозы
Первый эскизный проект переделки электровозов Н-О (ВЛ61) в двухсистемные с возможностью работы на участках как переменного тока, так и постоянного тока напряжения 3 кВ был выполнен в 1957 году, но вскоре был отклонён за ненадобностью, поскольку как станцию Ожерелье, так и станции Мариинск и Зима на новом электрифицируемом участке было решено обустроить как станции стыкования, снабдив их переключаемыми на два рода тока секциями контактной сети.
Однако в 1963 году при электрификации на переменном токе главного хода Северо-Кавказской железной дороги на участке Ростов-Главный — Георгиевск возник стык постоянного и переменного тока по станции Минеральные Воды с электрифицированной на постоянном токе в довоенные годы линией Минеральные Воды — Кисловодск. На данной линии эксплуатировалось значительное количество моторвагонных электропоездов постоянного тока и линию в те годы было решено не переводить на переменный ток, что потребовало бы полной замены парка электропоездов, а лишь увеличить напряжение в контактной сети с 1,5 до 3 кВ, что влекло лишь необходимость незначительной модернизации электрических схем поездов. В связи с относительно небольшой протяжённостью данной линии было решено не оборудовать станцию Минеральные воды переключателями контактной сети, а применить для вождения поездов двухсистемные электровозы.
В конце 1963 года было осуществлено переоборудование электровоза ВЛ61-004 в электровоз двойного питания, получившего обозначение серии ВЛ61д («двухсистемный»). Затем на Запорожском электровозоремонтном заводе в 1964 году были переоборудованы в двухсистемные 11 остальных электровозов серии ВЛ61.
В целях обеспечения возможности работы электровоза на постоянном токе и унификации системы регулирования напряжения потребовалось не только заменить контроллеры, контакторы и двигатели вспомогательных машин на применяемые на электровозах постоянного тока, но и отказаться от регулирования напряжения по обмотке трансформатора и установить реостаты, применив последовательное соединение двигателей и ослабление напряжения путём включения реостатов. В результате после переделки электровозы стали работать в одинаковых режимах как на постоянном так и на переменном токе, и с точки зрения электрических схем фактически стали представлять собой сходные с ВЛ22м электровозы постоянного тока, оснащённые в дополнение к основному оборудованию первичными преобразователями переменного тока.

## Общие сведения
Магистральные электровозы серии ВЛ61 (Н-О) предназначены для вождения грузовых поездов на участках железных дорог колеи 1520 мм, электрифицированных переменным током номинального напряжения 25 кВ (изначально — 20 кВ) частоты 50 Гц. Применённая на электровозе схема регулирования тяги (7 выводов трансформатора, 33 ступени) получила в дальнейшем широкое распространение. После переоборудования в двухсистемные серии ВЛ61д также стала возможна их эксплуатация на участках постоянного тока напряжения 3 кВ, но при этом электровозы лишились безреостатного регулирования тяги по трансформатору. Возможность эксплуатации электровозов по системе многих единиц не предусмотрена.
Электровозы ВЛ61 (Н-О) стали первыми серийными электровозами переменного тока в СССР, а впоследствии и первыми в СССР двухсистемными электровозами. Ближайшими конструктивными аналогами этих локомотивов среди электровозов постоянного тока являются шестиосные электровозы серий ВЛ23 и ВЛ22м — первые по конструкции кузова и интерьерам, вторые по конструкции тележек и значительной части электрооборудования. До переоборудования в двухсистемные они за счёт параллельного соединения тяговых двигателей и возможности безреостатного регулирования напряжения переключением обмотки трансформатора имели лучшие тягово-энергетические характеристики, чем ВЛ22м, но впоследствии они лишились данной возможности.

### Нумерация и маркировка
Электровозы ВЛ61 получили трёхзначные номера по возрастанию, начиная с 001. Первоначально серия электровозов обозначалась как «Н-О» и маркировка имела вид Н-О-XXX, где XXX — номер электровоза. С 1963 года в связи со сменой обозначения серии маркировка приобрела вид ВЛ61-XXXX, а после переоборудования электровозов в двухсистемные — ВЛ61д-XXX, то есть буква «д» указывалась над дефисом в верхнем регистре. После отстранения от эксплуатации электровоз ВЛ61д-005 был переобозначен под имитацию первого электровоза как Н-О-001.
Маркировка с обозначением серии и номера размещалась посередине на лобовой части электровоза в нижней зоне основной кабины над путеочистителем и была выполнена в виде накладных металлических букв и цифр. Впоследствии аналогичная маркировка стала наноситься краской и более мелким шрифтом под правым окном кабин машиниста. На электровозе ВЛ611д-005 после стилизованного переименования в Н-О-001 боковая маркировка стала также обозначаться в виде объёмных букв более крупного размера.

### Технические характеристики
Основные технические характеристики электровозов ВЛ61 и ВЛ61д приведены в таблице:
| Параметр                                | Параметр                                                  | Значение                                | Значение                |
| Осевая формула                          | Осевая формула                                            | 30+30                                   | 30+30                   |
| Размеры                                 |                                                           |                                         |                         |
| Основные размеры, мм                    | Длина по осям автосцепок                                  | 16 442                                  | 16 442                  |
| Основные размеры, мм                    | Ширина кузова                                             | 5125                                    | 5125                    |
| Основные размеры, мм                    | Высота опущенного токоприёмника от уровня головки рельсов | 5065                                    | 5065                    |
| Основные размеры, мм                    | Высота оси автосцепок                                     | 1055                                    | 1055                    |
| Размеры ходовой части, мм               | Полная колёсная база                                      | 12 200                                  | 12 200                  |
| Размеры ходовой части, мм               | Шкворневая база                                           | 9400                                    | 9400                    |
| Размеры ходовой части, мм               | Колёсная база тележек                                     | 4200                                    | 4200                    |
| Размеры ходовой части, мм               | Диаметр новых колёс                                       | 1200                                    | 1200                    |
| Размеры ходовой части, мм               | Ширина колеи                                              | 1524                                    | 1524                    |
| Размеры ходовой части, мм               | Минимальный радиус проходимых кривых                      | 120*103                                 | 120*103                 |
| Массово-весовые характеристики          |                                                           |                                         |                         |
| Масса, т                                | конструкционная                                           | 126                                     | 126                     |
| Масса, т                                | рабочая                                                   | 132                                     | 132                     |
| Нагрузка от оси на рельсы, тс           | Нагрузка от оси на рельсы, тс                             | 22                                      | 22                      |
| Тягово-мощностные характеристики        |                                                           |                                         |                         |
| Модель                                  | Модель                                                    | ВЛ61 (НО)                               | ВЛ61д                   |
| Род тока и напряжение                   | Род тока и напряжение                                     | 20 кВ, 50 Гц ~ (до 1959) 25 кВ, 50 Гц ~ | 25 кВ, 50 Гц ~ / 3 кВ = |
| Передаточное отношение редуктора        | Передаточное отношение редуктора                          | 89:20 = 4,45                            | 89:20 = 4,45            |
| Мощность тяговых электродвигателей, кВт | в часовом режиме                                          | 6 × 425 = 2550                          | 6 × 400 = 2400          |
| Мощность тяговых электродвигателей, кВт | в длительном режиме                                       | 6 × 335 = 2010                          | 6 × 310 = 1860          |
| Сила тяги, тс                           | в часовом режиме                                          | 23,4                                    | 23,9                    |
| Сила тяги, тс                           | в длительном режиме                                       | 16,6                                    | 17,5                    |
| Скорость, км/ч                          | в часовом режиме                                          | 39,9                                    | 36,1                    |
| Скорость, км/ч                          | в длительном режиме                                       | 43,2                                    | 38,1                    |
| Скорость, км/ч                          | конструкционная                                           | 85                                      | 85                      |
| Коэффициент                             | полезного действия                                        | 0,81                                    | ?                       |
| Коэффициент                             | мощности                                                  | 0,832                                   | ?                       |
| Коэффициент                             | сдвига                                                    | 0,857                                   | ?                       |

## Конструкция

### Механическая часть

#### Кузов

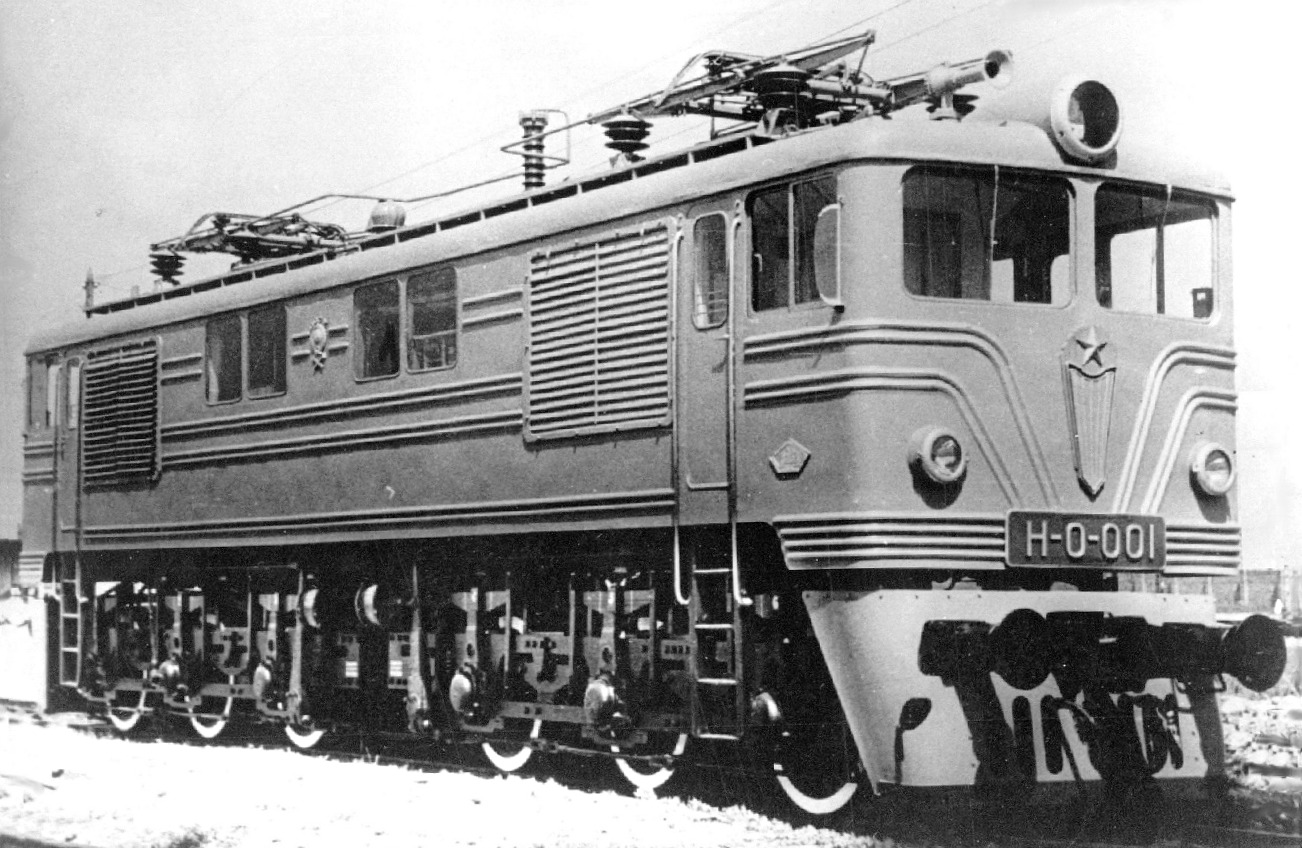
Электровоз Н-О-001

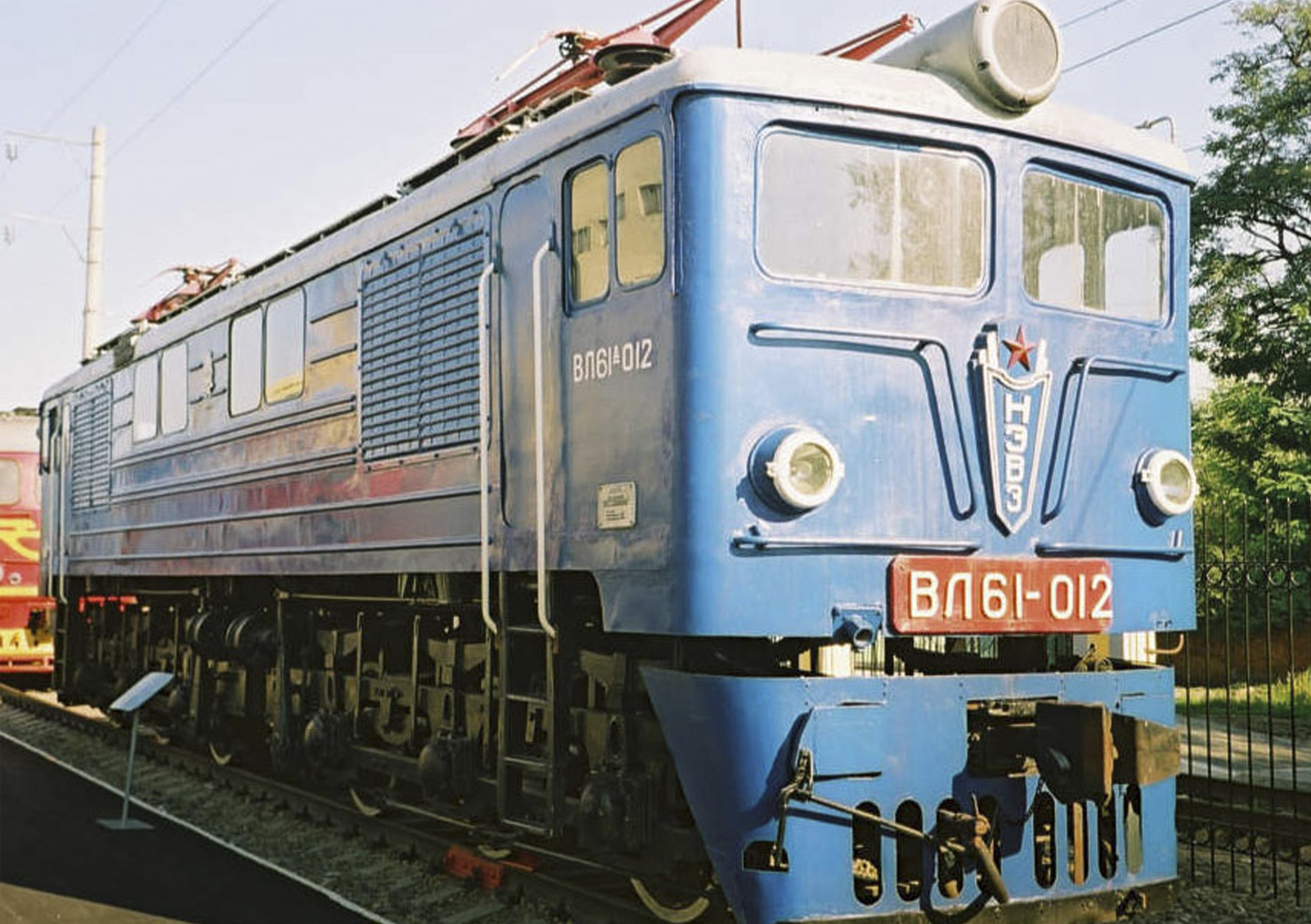
Электровоз ВЛ61^{д}-012

Кузов электровоза — вагонного типа с двумя кабинами управления по концам, имеет сварную конструкцию и изготовлен из профильной и листовой стали. Он состоит из несущей главной рамы, лобовых частей кабины машиниста, боковых стен и крыши. Рама кузова имеет хребтовую балку, образованную из двух швеллеров и приваренных к ним двух накладок. По форме кузов имеет сходную конструкцию с кузовом электровоза постоянного тока ВЛ23, за исключением незначительных отличий в форме кабины, расположении окон и вентиляционных жалюзи, однако по длине он немного короче: длина электровоза ВЛ61 по осям автосцепок составляет 16 442 мм, как и у электровоза ВЛ22м, в то время как у ВЛ23 он немного длиннее и его длина составляет 17 020 мм.

##### Лобовая часть

Электровозы Н-О-005, 001 и 002 на станции Ожерелье в мае 1957 года. Электровоз 002 окрашен в более тёмную (синюю) окраску чем остальные, а у 005 отсутствуют гофры на кабине

Лобовая часть кабины машиниста электровоза по конструкции схожа с электровозами ВЛ23 и ВЛ8, но отличается от них полностью вертикальной формой (передняя стенка кабины ВЛ23 и ВЛ8 имеет небольшой наклон назад, который отсутствует у ВЛ61), формой скатов крыши (у ВЛ61 они ниже и более плоские) и незначительными различиями в расположении буферных фонарей и поручней.
В верхней части кабины электровоз имеет два лобовых стекла, над которыми в середине размещён прожектор круглой формы. В нижней части кузова расположена табличка с обозначением серии и номера электровоза, между которыми по середине размещалась стилизованная пятиконечная звезда и растянутых вверх стилизованный щит. По середине между стёклами и низом по краям расположены круглые буферные фонари. Впоследствии на лобовой части кабины под лобовыми стёклами устанавливались технологические поручни (горизонтальные снизу и горизонтальные либо наклонные сверху), а справа от таблички с обозначением серии и номера устанавливалась розетка системы электроотопления пассажирского состава, установленная после модернизации в ВЛ61д.
Оформление лобовой части электровозов Н-О (ВЛ61) было различным в зависимости от выпуска. У первых четырёх электровозов серии на боковых и лобовых стенах кабины чуть ниже окон имеются четыре гофрированные полосы, которые плавно переходят с боков электровоза на лобовую часть как горизонтальные а затем в зоне буферных фонарей делают изгиб вниз к центру, образуя стилизованные стрелки, в то время как у более поздних электровозов начиная с 005 эти полосы отсутствуют. Также начиная с электровоза 003 в контуре стилизованного щита по центру кабины появилась надпись НЭВЗ, отсутствовавшая на первых двух электровозах.
Снизу под лобовой частью кузова расположен путеочиститель с решёткой, на котором выступают буфера, автосцепка СА-3 и рукава пневмомагистралей. Он закреплён на раме тележки и не связан с кузовом (между путеочистителем и кузовом имеется достаточно широкая щель), смещаясь вбок при прохождении кривых, но при этом окрашен в аналогичный цвет.

##### Боковые стены
Боковые стены электровозов ВЛ61 вертикальные и имеют двустороннюю симметрию относительно середины. Высота и расположение окон боковых стен соответствует лобовым окнам кабины. Каждая кабина машиниста имеет с обеих сторон боковые окна с открывающимися форточками и зеркалами, позади которых также с обеих сторон расположены одностворчатые входные двери, оборудованные замками открываемые поворотом внутрь. Для входа локомотивной бригады с уровня насыпи или низких платформ под дверями предусмотрены ступеньки, а по бокам имеются вертикальные поручни. Между дверями разных кабин в зоне машинного отделения стена со стороны проходного коридора имеет четыре пары окон, в то время как стена с противоположной стороны имеет только вторую и третью пару окон в середине, а вместо первой и четвёртой пары размещены вентиляционные жалюзи. Боковые стены снабжены горизонтальными гофрами, при этом у электровозов 001—004 гофры имеются как в зоне машинного отделения, так и в зоне кабины с разрывом в месте расположения входных дверей, в то время как у электровозов начиная с 005 гофры в зоне кабины отсутствуют и стены под окнами являются гладкими.

##### Крыша
Крыша электровоза окрашивается в серый цвет и имеет плоскую форму со скруглёнными скатами спереди и по бокам. По сравнению с электровозами ВЛ23 и ВЛ8 она имеет меньшую высоту, за счёт чего корпуса прожекторов выступают над ней. Она используется для размещения на ней токоведущего оборудования и главных резервуаров. Со стороны высоковольтной камеры в средней части крыши электровоза между токоприёмниками размещены токоведущие шины и выключатели, а со стороны проходного коридора — два главных резервуара.

#### Тележки
Электровоз имеет две сочленённые между собой моторные трёхосные  тележки, по конструкции близкие к применяемым на электровозах серии ВЛ22м. Каждая тележка электровоза состоит из рамы, колёсных пар, зубчатых передач, букс, рессорной системы, тормозной рычажной системы, упряжного прибора, путеочистителя, подвесок тяговых двигателей, деталей сочленения. Спереди к раме тележки крепится путеочиститель, автосцепка и буфера. Кузов опирается на тележки через поперечные шкворневые брусья и дополнительные опоры, расположенные на брусьях сочленения.
Рессорное подвешивание тележки состоит из листовых рессор, цилиндрических пружин, продольных и поперечного балансиров, рессорных стоек, подвесок и соединительных валиков. Комплект цилиндрических пружин состоит из двух спиральных пружин (наружной и внутренней), верхнего и нижнего гнёзд. Обе тележки электровоза целиком сбалансированы в продольном направлении. Для более эффективного использования сцепного веса и более плавного хода в обоих направлениях движения между колёсными парами каждой тележки установлены продольные балансиры, вместо продольной шкворневой балки установлен шкворневой брус, а на брусьях сочленения тележек размещены дополнительные опоры кузова.
Каждый тяговый электродвигатель имеет опорно-осевое подвешивание — одной стороной двигатель опирается на ось колёсной пары, а другой — на раму тележки. Для улучшения использования сцепного веса электровоза все тяговые двигатели расположены в сторону сочленения тележек. Двигатели имеют индивидуальный привод на каждую колёсную пару через зубчатую передачу. Зубчатая передача крутящего момента с тяговых двигателей на колёсные пары выполнена как и на электровозах ВЛ22м — двусторонняя, прямозубая с элементами эластичности в зубчатых колёсах. Колёса электровоза бандажные и зубчатые.
Тормозная рычажная система каждой тележки электровоза состоит из тормозного цилиндра, тормозного рычага, коленчатого вала, горизонтальных тормозных тяг, балансиров, поперечин, подвесок, башмаков, тормозных колодок, возвращающей пружины, предохранительных скоб и соединительных валиков. При торможении усилие от пневматического тормозного цилиндра, размещённого со стороны середины локомотива, передаётся через тяги поворотом рычагов и балансиров и осуществляет одностороннее нажатие тормозных колодок на каждое колесо.

### Интерьер

#### Кабина машиниста

Кабина электровоза Н-О-001 с оригинальным контроллером

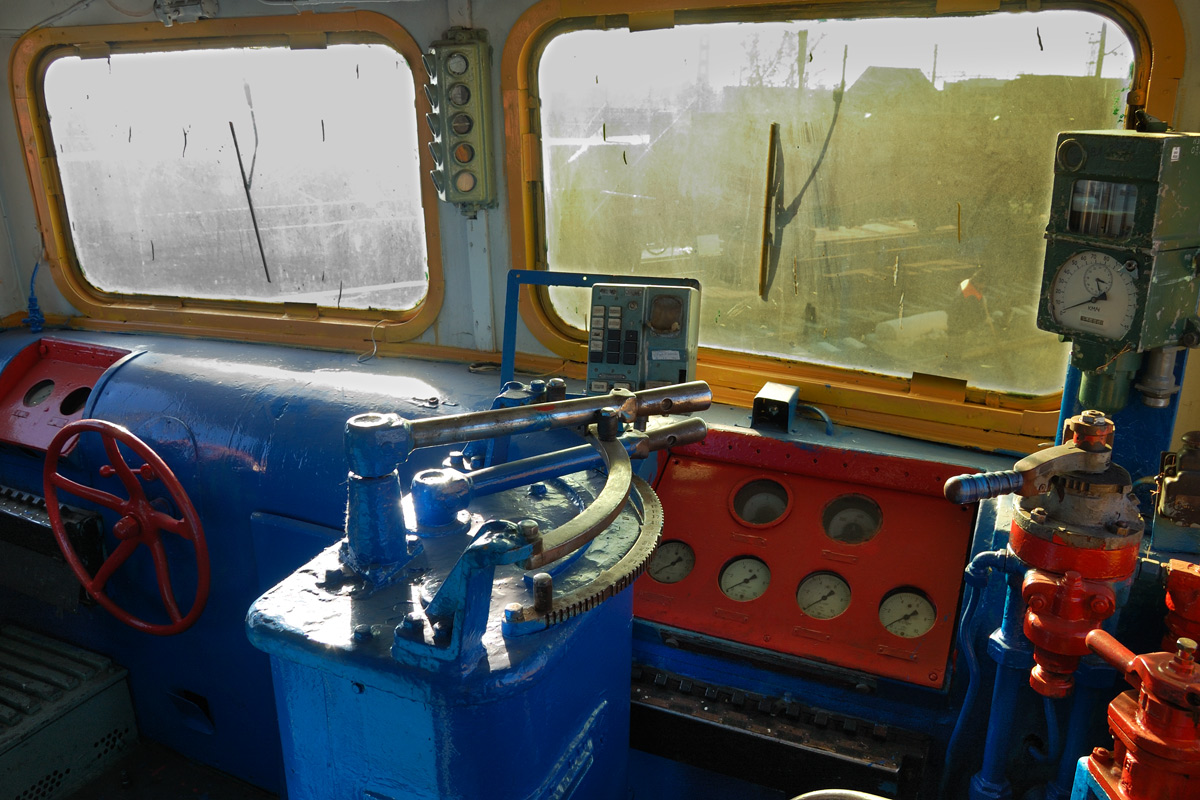
Кабина электровоза ВЛ23, практически идентичная кабине ВЛ61^{д}. Основные отличия — в конструкции контроллера и приборных панелей

Кабина машиниста рассчитана на управление электровозом бригадой в составе двух лиц — машиниста и помощника. Рабочее место машиниста располагалось с правой стороны, место помощника — с левой. Каждое рабочее место имело кресло и расположенный перед ним пульт управления. По внешнему виду кабина управления была схожа с кабиной электровозов ВЛ8 и ВЛ23, отличия прежде всего заключались в разной конструкции контроллера и приборной панели пульта управления, обусловленной работой на переменном токе, а также отсутствием наклона лицевой стены с лобовыми стёклами.
Спереди кабина имеет два лобовых окна со сплошным остеклением и стеклоочистителями, ниже которых в передней её части установлены пульты управления машиниста и помощника, напротив которых установлены кресла. По бокам от рабочих мест с обеих сторон имеются двухсекционные окна: передняя секция неподвижная, а задняя может сдвигаться вперёд, открывая форточку. По бокам от задней стенки кабины расположены две узких ниши, напротив которых сбоку находятся входные двери, расположенные сзади за боковыми окнами. В одной из ниш в зависимости от кабины сзади имеется открывающаяся поворотом в кабину дверь машинного отделения — у первой кабины она расположена справа за местом машиниста, а у второй — слева за местом помощника.
Пульт управления машиниста состоит из наклонной панели со стрелочными приборами контроля напряжения, тока и давления в пневматической магистрали и расположенной под ней узкой горизонтальной панели с переключателями. Пульт управления помощника машиниста также имел сходную наклонную панель мониторинга и переключатели, но на нём было установлено меньшее число приборов, чем у машиниста. Слева от места машиниста расположена стойка контроллера, на которой сверху была установлена одиночная поворотная рукоятка управления тягой, а сбоку выступала реверсивная рукоятка. После модернизации электровозов в двухсистемные контроллер был заменён на схожий с контроллером электровозов ВЛ8 и ВЛ23 с двумя рукоятками. С правой стороны в углу размещались два пневматических тормозных крана поездного и локомотивного тормоза с воздуховодами. Между местами машиниста и помощника имеется тумба, на лицевой панели которой справа расположены ящик, а слева — штурвал стояночного тормоза.

#### Машинное отделение
В пространстве между кабинами электровоза размещено машинное отделение. Большую часть пространства машинного отделения занимает высоковольтная камера, отделённая перегородкой от остального машинного отделения. Сбоку её огибает главный проходной коридор (при проходе из второй кабины в первую он расположен справа, а высоковольтная камера — слева), а спереди и сзади в боковых отсеках между ней и кабинами размещаются системы охлаждения, вентиляторы тяговых двигателей, компрессоры и пневматическое оборудование. Проходной коридор проходит вдоль боковой стены с четырьмя парами окон и упирается в двери, ведущие в кабины машиниста, перегородок между ним и отсеков с пневматическим и холодильным оборудованием нет. Вход в высоковольтную камеру расположен сбоку из проходного коридора ближе к первой кабине, внутри неё также имеется продольный коридор, по бокам от которого размещено электрооборудование.
По торцам высоковольтной камеры размещены шкафы выпрямительных установок (с игнитронами и позднее с полупроводниками), а между ними и стеной со стороны высоковольтной камеры установлены насосы системы охлаждения, а также мотор-генератор цепей управления со стороны первой кабины. В высоковольтной камере между главным коридором и коридором высоковольтной камеры со стороны первой кабины располагались силовые контакторы и переключатели обмоток трансформатора (после модернизации электровозов в двухсистемные вместо них установлены резисторы), по центру — трансформатор, а со стороны второй кабины — анодные делители, реверсор и отключатели двигателей. С противоположной стороны возле стены в высоковольтной камере со стороны первой кабины размещены анодные выключатели, по центру — реле и контакторы, а со стороны второй кабины — групповой промежуточный контроллер и сглаживающий реактор.

### Электрооборудование

#### Крышевое токоведущее оборудование
На крыше электровозов ВЛ61 первоначально устанавливались два токоприёмника, главный воздушный выключатель, проходной изолятор, и токоведущие шины с разрядником. После модернизации электровозов в двухсистемные на крыше также параллельно цепи переменного тока с главным выключателем также были установлены связанные с главной шиной разъединители, дроссели радиопомех и проходной изолятор цепи постоянного тока. Большая часть токоведущего оборудования размещена со стороны высоковольтной камеры. Изначально главный выключатель и вводной изолятор располагались слева от середины электровоза, а разрядник — справа, однако после модернизации электровозов в двухсистемные главный выключатель и разрядник были смещены значительно левее и ближе к токоприёмнику, оказавшись слева от середины электровозы, а с правой стороны был установлен комплект оборудования цепи постоянного тока.
Токоприёмники размещены с обеих сторон над началом машинного отделения за кабиной и представляют собой пантографы ДЖ-5К — такие же, как у электровозов серии ВЛ22м, но на более мощных изоляторах на напряжение 25 кВ. В качестве воздушного выключателя изначально применялся выключатель ВЭП-20 с вертикальным расположением дугогасительной камеры и разъединителя. Позже вместо него был установлен более надёжный выключатель ВОВ-20 (ВОВ-25 после перехода на 25 кВ) с горизонтальным положением дугогасительной камеры и поворотным разъединителем.
При подаче воздуха в цилиндр токоприёмника он поднимается, и ток с контактной сети проходит через токоприёмник и подаётся по размещённой на изоляторах со стороны высоковольтной камеры главной токоведущей шине, соединяющей два токоприёмника через разрядник, служащий для ограничения перенапряжений. От токоведущей шины напряжение подаётся на главный воздушный выключатель, служащий для оперативного бездугового отключения оборудования электровоза от контактной сети при питании переменным током, а затем через проходной изолятор поступает в кузов электровоза. В режиме постоянного тока ток проходит через разъединители и дроссели цепи постоянного тока.

#### Трансформатор
Тяговый трансформатор электровоза ОЦР-2400/25 (до переоборудования на 25 кВ — ОЦР-2400/20) служит для понижения входного высокого напряжения контактной сети до напряжения цепей тяговых двигателей и собственных нужд локомотива. Трансформатор был специально спроектирован для установки на этот электровоз и изготовлен на Московском трансформаторном заводе.
Трансформатор был однофазным стержневым и имел три обмотки: первичную на напряжение контактной сети 20 кВ (до переоборудования в 1959 году) и впоследствии на 25 кВ, вторичную тяговую с нулевым выводом на напряжение 2 × 2150 В (с распределением каждой фазы на выпрямители и двигатели одной из тележек) и вспомогательную для питания вспомогательных машин и цепей управления на 380 В. Мощность трансформатора составляла 2400 кВт.
Для охлаждения трансформатора применялась циркуляционная масляная система: масло через охладитель прокачивалось масляным насосом, поток масла контролировался маслоструйным реле, для обдува охладителя был установлен специальный центробежный мотор-вентилятор. Масса трансформатора составляет 6500 кг, из которых 1675 кг приходится на масло.

#### Выпрямительная установка
В качестве выпрямительной установки, преобразующей синусоидальный переменный ток в пульсирующий, на электровозе первоначально использовались игнитроны семейства ИВС, разработанные Всесоюзным электротехническим институтом имени В.И. Ленина и представляющие собой одноанодные ионные электровакуумные вентили с ртутным катодом. Изначально на локомотивы устанавливались игнитроны ИВС-200/5, рассчитанные на номинальный ток 200 А и максимальное обратное напряжение 5200 В. Однако в работе они оказались ненадёжными, поэтому вскоре по мере выхода из строя они стали заменяться на игнитроны ИВС-300/5, рассчитанные на больший номинальный ток в 300 А. После переоборудования электровозов в двухсистемные на них были установлены игнитроны ИВС-500/5, рассчитанные на ток в 500А.
На электровозе было установлено восемь игнитронов, разделённых на две группы по четыре игнитрона в каждой, выпрямляющих ток для двигателей одной из тележек. Каждые две пары игнитронов были установлены в своём шкафу и образовывали двухполупериодный выпрямитель со средней точкой и питают двигатели одной тележки, игнитроны включались попарно параллельно. Масса одного игнитрона равнялась 240 кг, то есть их общая масса была равной 1920 кг (масса ртутного выпрямителя электровоза ОР22-01 составляла 2 тонны).
Для поджигания игнитронов на первых двух электровозах первоначально использовались тиратроны, которые в 1955 году были заменены электромагнитной системой, состоящей из трансформаторов, дросселей, конденсаторов и селеновых вентилей, а все электровозы начиная с третьего изначально выпускались с такой схемой. Охлаждение игнитронов жидкостное — водой в летнее время и антифризом в зимнее. Охлаждающая жидкость прокачивалась отдельным для каждого шкафа насосом, в качестве охлаждающих секций были использованы стандартные водяные секции тепловозов ТЭ3, установленные в форкамерах вентиляторов тяговых двигателей.
В начале 1960-х годов после массового появления полупроводниковых кремниевых вентилей Новочеркасский завод стал прорабатывать их применение вместо игнитронов. Недостатком игнитронных выпрямителей в сравнении с кремниевыми были значительные потери электроэнергии в процессе выпрямления и как следствие необходимость громоздкой системы охлаждения для отвода тепла и поддержания рабочей температуры в узких пределах, необходимость нагревания этой системы после стоянки электровоза и охлаждения игнитронов при снятии напряжения с контактного провода, высокая чувствительность к рывкам и вибрациям и угроза отравления людей ртутью в случае повреждения игнитронов (например при аварии). Поэтому одновременно с установкой кремниевых выпрямителей на новые электровозы было решено силами депо произвести модернизацию выпущенных. В начале второй половины 1960-х годов ПКБ ЦТ МПС разработало проект переоборудования электровозов серии ВЛ60 с игнитронных на полупроводниковые кремниевые выпрямительные установки, и по этому проекту в конце 60-х годов также были переоборудованы и все электровозы ВЛ61д.
Для сглаживания пульсаций выпрямленного тока применялись два сглаживающих реактора РЭЦ-2200 — по одному на каждую группу выпрямителей. Изначально применялись сглаживающие реакторы без железного сердечника, однако впоследствии они были заменены на реакторы с сердечником.

#### Устройства регулирования тяги на односистемных электровозах
До переоборудования электровозов ВЛ61 в двухсистемные регулирование напряжения на зажимах тяговых электродвигателей осуществлялось изменением подключений секций вторичной обмотки тягового трансформатора. Переключения производились индивидуальными для каждой секции электропневматическими контакторами. Включение и выключение контакторов осуществлялось низковольтным промежуточным контроллером, который вращался питающимся от аккумуляторной батареи сервомотором, управляясь дистанционно контроллером в кабине машиниста. По мере выпуска электровозов в электрическую схему вносились мелкие изменения, заключавшиеся в основном в способе управления вращением сервомотора промежуточного контроллера, порядке включения контактов контроллеров машинистов различных вариантов исполнения и применении различных типов электромагнитных контакторов в электрических цепях вспомогательных машин. По сравнению с первым в СССР электровозом переменного тока ОР22, на электровозах ВЛ61 отсутствовало сеточное регулирование напряжения, что ухудшило их тяговые качества, но позволило уменьшить влияние тяговых токов на провода связи и упростило устройство выпрямительных установок.
Вторичная обмотка трансформатора состояла из двух частей — нерегулируемой и регулируемой, при этом последняя делилась на четыре переключаемые секции. В период разгона электровоза секции обмотки включались сначала встречно, когда ЭДС одной обмотки компенсировалась ЭДС другой, а затем согласованно, когда ЭДС обмоток суммировались. Таким образом в зависимости от состояния включения секций регулируемой обмотки по отношению к нерегулируемой были достижимы 9 основных ступеней — при встречном включении всех четырёх секций регулируемой обмотки на выходе выдавалась малая ЭДС, соответствующая минимальной тяге, а при согласованном — максимальная ЭДС, соответствующая максимальной тяге. При этом на каждой ступени, кроме первой, с помощью делителей можно было получить ещё три промежуточных позиции. Таким образом, электровозы имели 33 пусковые позиции.
Подобная схема регулирования за счёт встречного а затем согласованного переключения секций вторичной обмотки нашла применение и в дальнейшем на всех последующих моделях отечественных электровозов переменного тока со ступенчатым регулированием. Однако схема с промежуточным контроллером из-за большой сложности цепей управления (множества блокировок между контакторами) в дальнейшем не применялась — на ВЛ60 устанавливался групповой переключатель ЭКГ-60/20, на ВЛ80 и впоследствии на ВЛ60 — ЭКГ-8Ж, а начиная с ВЛ80Р применяется бесконтактное регулирование. Промежуточные контроллеры установлены лишь на импортных электровозах постоянного тока ЧС2Т, ЧС6/ЧС200 и ЧС7, а на советских электровозах постоянного тока (ВЛ8, ВЛ15, ВЛ23 и остальных, а также на двухсистемном ВЛ82М) такой же по конструкции и назначению аппарат (сложный низковольтный групповой переключатель, управляющий контакторами силовой цепи) использован не как промежуточный контроллер, а установлен в кабине машиниста и приводится непосредственно рукой машиниста.
Позиции 1, 5, 9, 13, 17, 21, 25, 29 и 33 были ходовыми — то есть допускали езду на этих позициях длительное время, полный набор-сброс занимал 20 секунд, предусматривался хронометрический пуск, при котором переход от 0-й до 33-й позиции происходил автоматически за выбиравшийся машинистом определённый промежуток времени (2, 3,5 или 5 минут). В дальнейшем был оставлен автоматический пуск только для быстрого набора позиций во время движения (за полминуты), а от хронометрического пуска отказались — он неэффективен ввиду того, что время пуска всегда различно, так как зависит от массы поезда, профиля пути и других величин. Эффективен автоматический пуск по току тяговых двигателей («реле ускорения»), так как при этом поддерживается постоянная сила тяги, но на советской технике он применялся в основном на электропоездах и городском электротранспорте, на электровозах стал внедряться лишь вместе с электронным управлением (в СССР из серийных машин появился впервые на ВЛ85).
Электрическая схема предусматривала возможность отключения как любого тягового электродвигателя, так и одной из групп повреждённых выпрямительных установок — в этом случае две группы тяговых электродвигателей от обоих тележек включались последовательно и питались от остававшейся в работе группы выпрямителей. Помимо полного возбуждения тяговых электродвигателей применялась одна ступень ослабленного возбуждения (50%). Ослабление возбуждения производилось с помощью электропневматических контакторов: одного ПК-302Г и пяти ПК-303Б.
Реверсирование тяговых электродвигателей производилось путём изменения направления тока в обмотках их якорей. Осуществлялось это изменение реверсом, сходным по конструкции с двухпозиционным переключателем обмоток трансформатора.

#### Устройства регулирования тяги и оборудование двухсистемных электровозов
В рамках переоборудования электровозов ВЛ61 в двухсистемные ВЛ61д с них были сняты оригинальные контроллеры машиниста, контакторы переключения секций обмоток трансформатора и асинхронные двигатели переменного тока для привода вспомогательных машин. Вместо них были поставлены новые контроллеры, быстродействующий выключатель, фехралевые пусковые резисторы, двигатели постоянного тока для привода вспомогательных машин, а также другое электрооборудование, применяемое на электровозах ВЛ22м без рекуперативного торможения. Игнитроны были заменены более мощными, схема выпрямления стала мостовая. Силовые цепи тяговых двигателей стали выполнены как на ВЛ22м, с добавлением элементов для защиты при питании электровоза переменным током.
Тяговые характеристики электровозов ВЛ61д при работе на постоянном токе полностью соответствовали характеристикам электровоза серии ВЛ22м с передаточным числом редуктора 4,45. При переменном токе вместо режима полного возбуждения применялся режим 92% возбуждения, а напряжение на выходе выпрямителя составляло 3 кВ, поэтому и на постоянном и на переменном токе электровозы работали в одинаковых режимах. Было предусмотрено питание вспомогательных машин и тяговых электродвигателей от средней точки низшей обмотки трансформатора (напряжение на выходе выпрямителя при этом составляло 1500 В), что позволяло при питании переменным током использовать безреостатные позиции более эффективно. Тяговые электродвигатели имели три соединения: последовательное (шесть двигателей с напряжением по 500 В на каждом), последовательно-параллельное (две параллельные группы по три последовательно соединённых двигателя в каждой с напряжением 1000 В на каждом) и параллельное (три параллельных группы по два последовательно соединённых двигателя в каждой с напряжением 1500 В на каждом). Из-за того что трансформаторы уже не участвовали в регулировании напряжения а часть энергии при наборе позиций сжигалась в резисторах, электровозы при работе на переменном токе стали гораздо менее эффективными и у них появилась склонность к боксованию.
В качестве контроллеров машиниста были применены контроллеры электровозов серии ВЛ8 с переделками, вызванными изменением схем под шестиосный электровоз. Главная рукоятка контроллера имела 36 позиций, из которых 16-я, 27-я и 36-я были ходовыми, как у электровозов серии ВЛ22м. На них происходило безреостатное включение тяговых электродвигателей соответственно при последовательном, последовательно-параллельном и параллельном их соединении. Прочие позиции контроллера были пусковыми (реостатными) – на них для снижения напряжения в цепи тяговых двигателей включались пусковые резисторы, преобразующие часть энергии в тепло. Это повлекло снижение энергоэффективности электровозов при работе на переменном токе по сравнению с их предыдущим безреостатным исполнением.

#### Система рекуперативного торможения (на ВЛ61-012)
В порядке эксперимента по предложению ВНИИЖТа самый последний электровоз серии Н-О (ВЛ61) № 012 был оборудован рекуперативным электрическим торможением, при котором игнитронные выпрямители работали в инверторном режиме. Принципиальная электрическая схема электровоза была разработана Новочеркасским заводом в марте 1957 года. На электровозе применялись различные системы автоматического регулирования торможения: сначала разработанная ВНИИЖТом, затем Всесоюзным научно-исследовательским институтом электромеханики (ВНИИЭМ), которая испытывалась в 1963— 1964 годах.
Для управления электрическим торможением в кабине машиниста дополнительно был установлен тормозной переключатель ТК-ОР. Управление электрическим торможением производилось под контролем реле небаланса напряжений с помощью регулируемого резистора и обмотки управления дросселя насыщения.
Первоначально в режиме рекуперативного торможения работали только три электродвигателя, но в 1959 году электровоз был модернизирован, после чего рекуперацию могли осуществлять все шесть двигателей. Обмотки возбуждения тяговых электродвигателей питались от ближайшей к нулевому выводу ступени тяговой обмотки трансформатора через сдвоенный электропневматический контактор, питающую обмотку дросселей насыщения, селеновый выпрямитель, контакты тормозного переключателя и реверсора. Для защиты тяговых электродвигателей от токов короткого замыкания при рекуперативном торможении был установлен быстродействующий выключатель БВП-3А, включенный в цепь последовательно с двигателями.

#### Тяговые электродвигатели
На тележках электровозов ВЛ61 были установлены тяговые электродвигатели ДПЭ-400П, каждый из которых имел индивидуальный привод на свою колёсную пару. Эти двигатели схожи с электродвигателями ДПЭ-400 электровозов серии ВЛ22м и отличаются от них конструкцией остова: охлаждающий воздух к ним подводится не сбоку, а сверху. Масса двигателей составляет 4200 кг.
Применение этих электродвигателей для электровозов переменного тока было по мнению многих специалистов по электрическим машинам неудачным решением, поскольку эти двигатели были рассчитаны на номинальное напряжение 1650 В, в то время как применение двигателей с напряжением 750-1000 В позволило бы уменьшить их массу и упростить электроизоляцию при сохранении той же мощности и тяговых свойств. Однако такие двигатели ещё не выпускались промышленностью, а отказ от использования уже освоенных заводом двигателей электровозов постоянного тока ДПЭ-400 мог привести к задержке выпуска электровозов.
Поскольку номинальное напряжение тяговых электродвигателей на электровозах серии ВЛ61 составляло 1650 В, а для уменьшения пульсации магнитного потока их главных полюсов предусматривалось постоянное шунтирование обмоток этих полюсов (полное возбуждение составляло 90%), основные параметры электродвигателя ДПЭ-400П несколько отличались от параметров электродвигателя ДПЭ-400. Ниже приведены параметры работы этих двигателей в часовом и длительном режимах:
| Режим      | Мощность, кВт | Ток, А | Частота вращения, об/мин |
| ---------- | ------------- | ------ | ------------------------ |
| часовой    | 425           | 280    | 785                      |
| длительный | 335           | 220    | 850                      |

#### Вспомогательные машины
Вспомогательные машины электровоза включали два вентилятора, два компрессора, два водяных насоса системы охлаждения выпрямителей, масляный насос системы охлаждения трансформатора и генератор тока управления.
Два центробежных вентилятора, по конструкции и расположению практически идентичные вентиляторам электровозов ВЛ22м, засасывали воздух через щелевые жалюзи и установленные за ними радиаторные водяные секции и нагнетали его на охлаждение тяговых двигателей. Два мотор-компрессора Э-500 обеспечивали электровоз сжатым воздухом. Два центробежных насоса обеспечивали циркуляцию охлаждающей жидкости игнитронов, а третий — масла трансформатора. Генератор тока управления ПН-28,5, вырабатывавший постоянный ток напряжением 50 В, имел отдельный приводной электродвигатель.
Все вспомогательные машины электровозов ВЛ61 до переоборудования их в двухсистемные имели двухфазные асинхронные двигатели с короткозамкнутым ротором. На первых электровозах до № 008 включительно у электродвигателей вспомогательных машин две фазы были связаны между собой через конденсатор, благодаря чему эти двигатели работали от однофазной сети, получая питание непосредственно от вспомогательной обмотки трансформатора. Неудовлетворительная работа электродвигателей с конденсаторами заставила отказаться от такой схемы и перейти на электровозах с № 009 на питание  электродвигателей от обычной трёхфазной сети через расщепитель фаз АС-82-4. В качестве электродвигателей вспомогательных машин на электровозах как с № 009, так и более раннего выпуска использовались стационарные асинхронные электродвигатели:
- АС-72-4 — для привода мотор-вентиляторов;
- АС-81-6 — для привода компрессоров Э-500;
- А52-4 — для привода генератора тока управления;
- А-42-2 и АОС-42-2 — для привода насосов системы охлаждения трансформатора и игнитронов соответственно.

После переоборудования электровозов в двухсистемные для возможности питания от цепей постоянного тока асинхронные двигатели мотор-вентиляторов и компрессоров были заменены на коллекторные двигатели постоянного тока ДК-403Г и НБ-404А соответственно.

#### Цепи управления и освещения
Цепи управления и освещения электровозов питались постоянным током напряжением 50 В от щелочной аккумуляторной батареи 40НКН-100 или генератора тока управления ПН-28,5. Применение в силовой цепи тяговых электродвигателей индивидуальных контакторов повлекло установку в цепи управления большого количества их блокировочных контактов.

## Эксплуатация
Первые электровозы Н-О изначально поступили для испытаний на экспериментальное кольцо ВНИИЖТ в подмосковной Щербинке, где на тот момент был единственный в СССР полигон с электрификацией переменным током. 15 июля 1954 года электровоз Н-О-002 совершил первую пробную поездку по кольцу, пройдя при этом 95 км. Испытания на кольце продолжались до конца 1955 года до завершения электрификации переменным током участка Ожерелье — Павелец. В депо Ожерелье поступили все серийные электровозы кроме последнего в серии Н-О-012, оснащённого рекуперативным торможением. До 1961 года включительно этот электровоз испытывался на кольце ВНИИЖТ в Щербинке, после чего поступил в депо Ожерелье и также начал эксплуатироваться.
В конце 1955 года электровозы поступили в депо Ожерелье возле одноимённого посёлка в пригороде Каширы, и в конце декабря 1955 года электровоз Н-О-001 совершил испытательную поездку по прилегающему к станции Ожерелье перегону. Первый поезд по участку на электровозе НО-001 провел машинист депо Ожерелье Г. П. Стрельников. С начала 1956 года электровозы стали совершать пробные поездки с грузовыми поездами, а с середины года начали водить их регулярно на участке Ожерелье — Михайлов, а затем и на всей линии Ожерелье — Павелец.
В ходе испытаний на кольце ВНИИЖТ и на Павелецком ходу электровозы показали себя с положительной стороны и были отмечены улучшения их характеристик по сравнению с ВЛ22м. Коэффициент полезного действия электровоза при часовом режиме работы двигателей с учётом расхода электроэнергии на вспомогательные нужды составлял 0,81, а коэффициент мощности — 0,83-0,84. Новые электровозы были менее склонны к боксованию, чем  ВЛ22м, а при его появлении оно не влекло разнос колёсной пары и устранялось значительно легче. По сравнению с ранее работавшими на участке Ожерелье – Павелец паровозами серии Эр электровозы серии Н-О позволили повысить веса грузовых поездов на 35% и одновременно значительно увеличить скорости движения.
Несмотря на то, что электровозы серии Н-О были первыми в Советском Союзе серийными электровозами переменного тока с игнитронами, они оказались вполне работоспособными локомотивами, не имевшими серьёзных конструктивных недостатков. Тем не менее за время их испытаний и опытной эксплуатации были отмечены проблемы с работой электрооборудования, постепенно устранявшиеся путём конструктивных модернизаций и заменой на более надёжное. Игнитронные выпрямители часто выходили из строя из-за обратных зажиганий, потери вакуума, неисправностей поджигателей и разрушений изоляторов анодного ввода, но затем по мере их замены на более совершенные модели неисправности стали возникать значительно реже. У тяговых электродвигателей ДПЭ-400П был отмечен немного повышенный в сравнении с ДПЭ-400 износ щёток и менее устойчивая коммутация при скорости выше 55-60 км/ч; что ограничивало применение ослабления возбуждения. Отмечались также проблемы с главным воздушным выключателем и сглаживающими реакторами, которые были заменены на усовершенствованные.

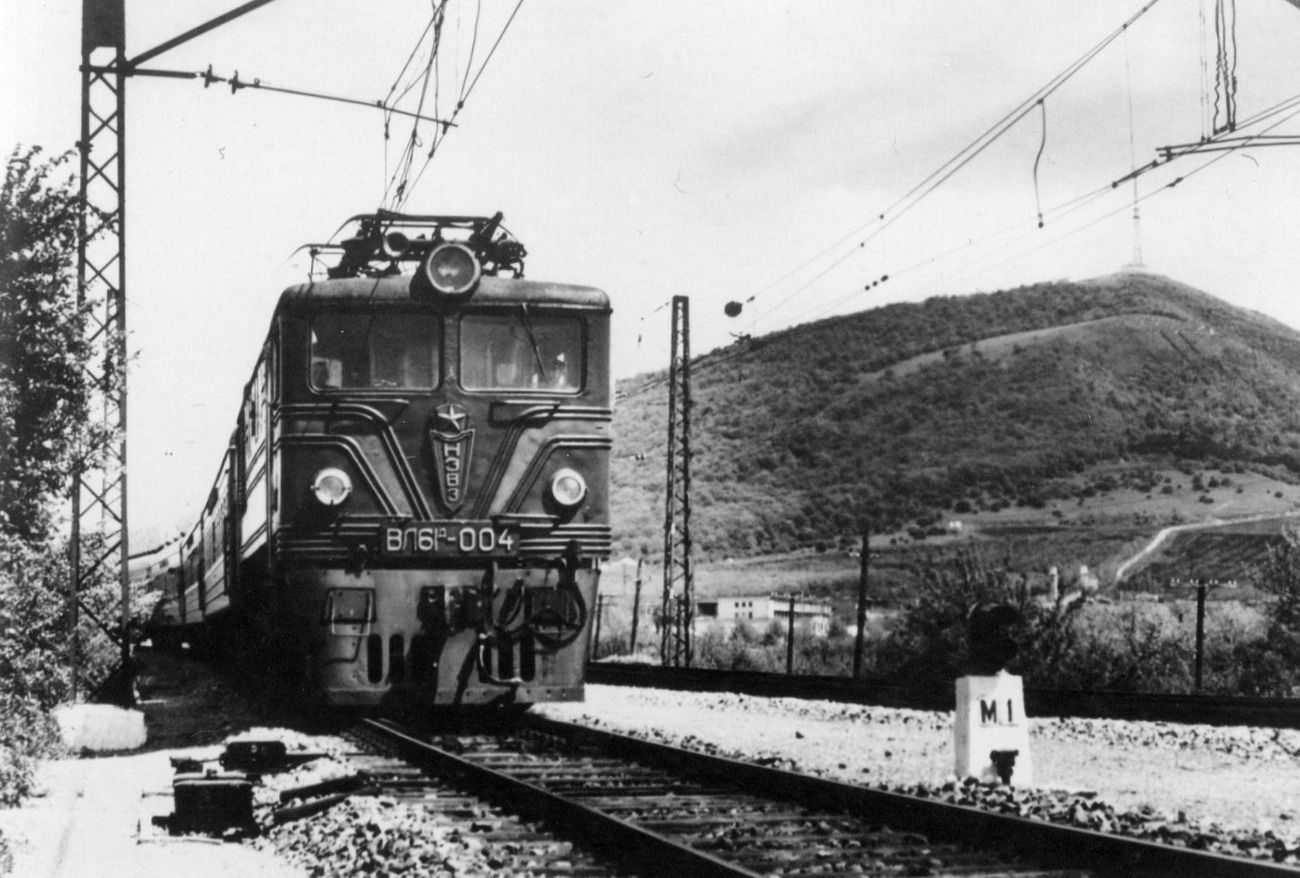
Электровоз ВЛ61д-004 с поездом на линии —

Результаты испытаний и эксплуатации электровозов серии Н-О на опытном участке Ожерелье – Павелец Московско-Курско-Донбасской железной дороги позволили выявить основные тягово-энергетические характеристики электровозов переменного тока и подтвердили перспективность применения такого рода тяги в сравнении с постоянным током. Это позволило начать масштабную электрификацию в СССР переменным током вместо постоянного. При этом для снижения энергопотерь и увеличения предела потребляемой мощности было решено использовать напряжение в 25 кВ вместо изначальных 20-и как оптимальное, и в 1959 году электровозы Н-О вместе с начавшими поступать в депо Ожерелье Н60 были переведены на напряжение 25 кВ вместе со всей линией. В 1964 году электровоз ВЛ61-004 после модернизации в двухсистемный ВЛ61д испытывался на полном маршруте Москва — Павелец со сменой родов тока на станции Ожерелье.
В 1964 году все электровозы было решено модернизировать в двухсистемные и передать в депо Минеральные Воды Северо-Кавказской железной дороги для обслуживания электрифицированного постоянным током участка Минеральные Воды — Кисловодск, поскольку главные пути станции Минеральные Воды были электрифицированы переменным током и не имели переключателей, а также для возможности безостановочного движения по главному ходу, электрифицированному переменным током. Десять электровозов поступило в депо во второй половине 1964 года и ещё два — в первой половине 1965 года. Они заменили ранее работавшие там электровозы серии ВЛ19 и начали водить как грузовые, так и пассажирские поезда дальнего следования, при этом тяжёлые грузовые поезда электровозы водили в паре друг с другом или с ВЛ19: следующий в голове ВЛ61 заводил/выводил состав со станции переменного тока на участок постоянного тока, а затем при следовании по линии в работку включался и второй электровоз.
В дальнейшем в период 1972 — 1980 годов в связи с техническим устареванием, увеличением веса грузовых поездов и неудобством эксплуатации ВЛ61д двойной тягой без системы многих единиц все электровозы ВЛ61д были заменены на более мощные двухсекционные электровозы ВЛ82 и списаны, суммарно проработав в среднем порядка 20-22 лет.

## Судьба электровозов

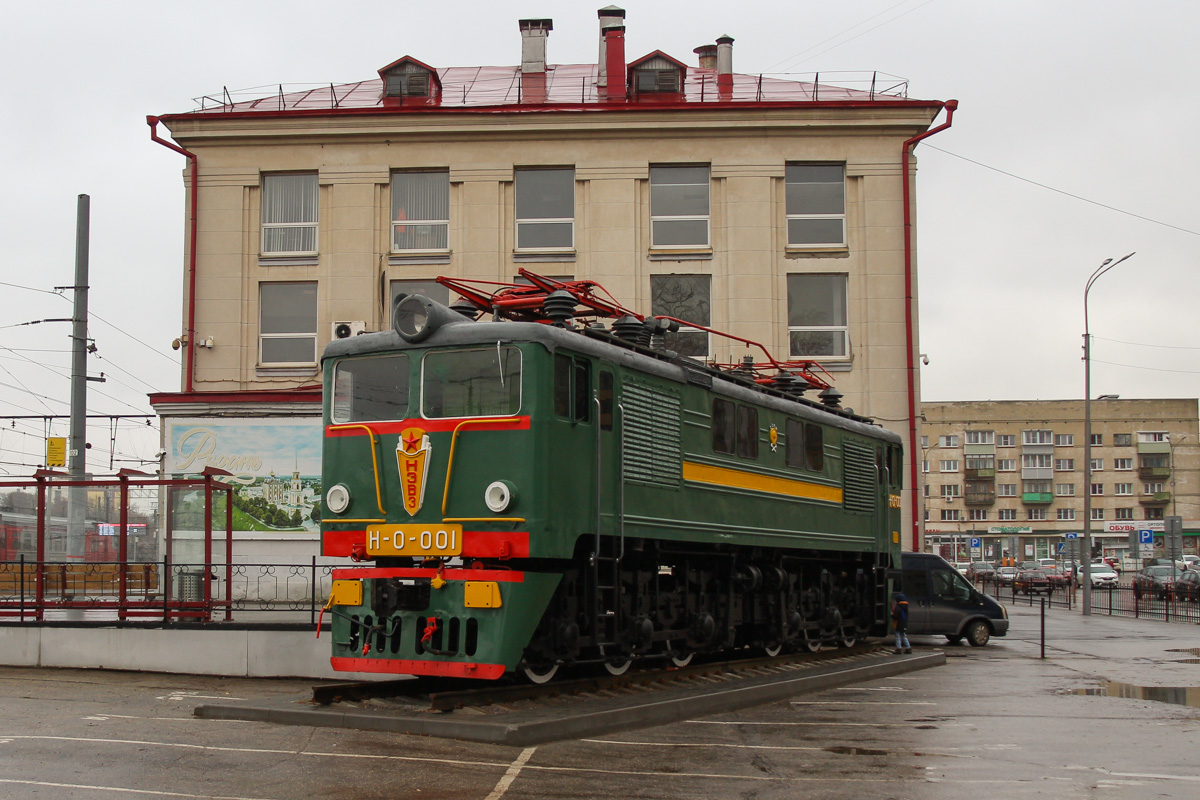
Электровоз ВЛ61^{д}-005 (Н-О-001) на станции Рязань-1

После вывода из эксплуатации электровозы ВЛ61д некоторое время находились на территории депо Минеральные воды. Два электровоза было решено сохранить для истории:
- ВЛ61д-005, переобозначенный как Н-О-001 — на станции Рязань I[3]. До июня 2022 года стоял в качестве памятника на территории депо Ожерелье при входе за железнодорожным переездом. Электровоз был передан в депо и установлен на постамент как минимум в 1982 году[3][9]. Изначально руководство депо Ожерелье планировало установить самый первый электровоз серии, но по неизвестным причинам настоящий электровоз 001 не был сохранён. Вместо него был использован электровоз 005, маркировка которого для придания дополнительного антуража была перебита на оригинальное обозначение серии Н-О, а номер изменён на 001, в результате чего электровоз стал имитировать самый первый электровоз переменного тока, эксплуатировавшийся в данном депо. Тем не менее этот электровоз не является аутентичной копией первого, поскольку на его лобовой части отсутствуют гофры, имевшиеся на первых четырёх локомотивах серии. Локомотив получил зелёную окраску с жёлтой полосой[3].
- ВЛ61д-012 — на территории музея Северо-Кавказской железной дороги возле платформы Гниловская в Ростове-на-Дону. В начале 1980-х годов этот электровоз был передан в депо Туапсе для использования в качестве тренажёра машинистов по управлению электровозами постоянного тока ВЛ8, которые эксплуатировались в 1980-х и 1990-х годах на Черноморском побережье Кавказа и имели практически идентичные ВЛ61 кабину и пульт управления[9]. С электровоза были сняты буферные фонари и на место лобового номера повешена табличка с надписью «ТРЕНАЖЁР — ВЛ8». К началу 2000-х годов после списания ВЛ8 в депо Туапсе необходимость в тренажёре отпала, и электровоз было решено и передать в Ростовский музей. В 2003 году электровоз был снаружи отреставрирован и перекрашен в ярко-синий цвет, после чего передан в Ростовский музей, где находится по настоящее время[3].

Судьба остальных машин доподлинно неизвестна, вероятнее всего все они были порезаны на металлолом в период 1980-х и 1990-х годов, часть из них также могла использоваться в качестве сараев. Известно, что электровоз 010 был порезан в 1990-м году.

## См. также

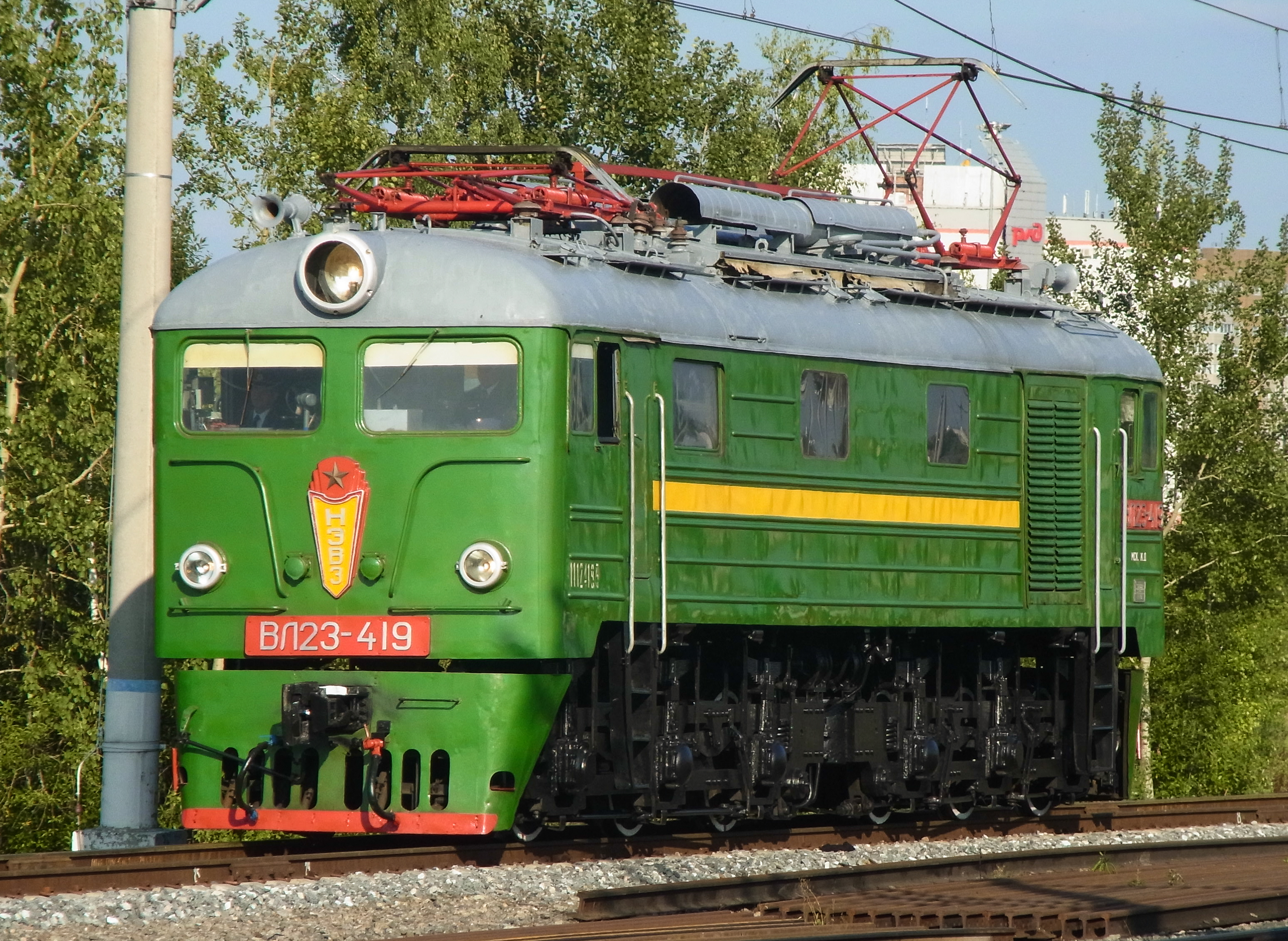
Электровоз ВЛ23-419 на параде поездов (ЭК ВНИИЖТ)

### Комментарии
1. ↑  Тяговые характеристики аналогичны ВЛ22м с передаточным отношением 4,45
2. ↑  При скорости 10 км/ч